# The Greatest Show in the Galaxy
The Greatest Show in the Galaxy (Le plus grand show de la galaxie) est le quatrième épisode de la 25e saison de la première série de Doctor Who. L'épisode fut diffusé en quatre parties du 14 décembre 1988 au 4 janvier 1989.

## Accroche
Le Docteur et Ace visitent le Psychic Circus sur la planète Segonax. Après quelques péripéties, ils se retrouvent face à une force démoniaque qui dirige réellement les lieux.

## Distribution
- Sylvester McCoy — Le Docteur
- Sophie Aldred — Ace
- T. P. McKenna — Le Capitaine Cook
- Jessica Martin — Mags
- Ricco Ross — Monsieur Loyal
- Ian Reddington (en) — Le clown en chef
- Peggy Mount — Stallslady
- Gian Sammarco — Whizz Kid
- Daniel Peacock — Nord
- Christopher Guard — Bellboy
- Deborah Manship — Morgana
- Chris Jury — Deadbeat
- Dee Sadler — Flowerchild
- Dean Hollingsworth — Le conducteur de bus
- David Ashford — Papa
- Janet Hargreaves — Maman
- Kathryn Ludlow — Petite fille

## Résumé
À l'intérieur du TARDIS, le Docteur et Ace reçoivent un robot contenant un message publicitaire pour le Psychic Circus sur la planète Segonax. Le Docteur souhaite s'y rendre malgré la réticence d'Ace qui dit avoir peur des clowns. Là, ils y rencontrent Whizz Kid, le motard maniaque Nord, un explorateur intergalactique du nom du Capitaine Cook et son compagnon, la jeune Mags. Pendant ce temps à la surface de Segonax, le Clown en chef part avec ses clowns mécaniques à la recherche de deux personnes ayant fui le cirque : un réparateur du nom de Bellboy et sa compagne Flowerchild. Ils se séparent et à l'intérieur d'un bus hippie, Flowerchild est tué par une figure mystérieuse qui fait disparaître son cadavre.
Arrivant eux aussi aux abords du bus, le Docteur, le capitaine, Ace et Mags se font attaquer par cette figure qui s'avère être un contrôleur de bus robot. Le Docteur parvient à désactiver le robot, tandis qu'Ace épingle à sa jaquette une des boucles d'oreille de Flowerchild qu'elle a trouvé par terre. Arrivés les premiers à l'intérieur du cirque, Mags et le capitaine voient Bellboy se faire « punir » pour sa fuite. Le Docteur et Ace entrent à leur tour et la boucle d'oreille sur la jaquette d'Ace intrigue le clown en chef. À l'intérieur de la salle, ils s'aperçoivent qu'ils sont les seuls spectateurs à l'exception d'une petite famille de trois personnes. Le Monsieur Loyal arrive et demande au Docteur de se joindre à eux. On l'amène alors dans les coulisses, qui s'avèrent être une cage où Nord, le capitaine et Megs sont enfermés. Nord est contraint par les clowns de se produire face au public et sa performance ayant mal été jugée par la famille, il est exécuté.
Ace réussit à s'enfuir et découvre Bellboy ligoté et celui-ci lui révèle que les gens disparaissent du cirque. Whizz Kid, Un jeune homme à lunette, fan du cirque entre en compétition, et n'ayant pas réussi à divertir la famille se fait éliminer. Le Docteur parvient à prendre la fuite avec Mags et découvre une étrange arche de pierre à l'intérieur du cirque. L'explorant, ils découvrent un immense puis au fond duquel se trouve un œil géant. Il s'agit d'une force démoniaque qui contrôle la planète ainsi que le cirque. Alors que Meg est capturé, le Docteur parvient à s'enfuir et rencontrant Dead Beat, un des travailleurs du cirque, ils rejoignent Bellboy et Ace.
Dead Beat et Bellboy retrouvent peu à peu la mémoire. À l'époque où le cirque était itinérant, Dead Beat les a amenés sur Segonax à la recherche d'un grand pouvoir. Mais celui-ci l'a rendu fou et le reste de la troupe a été mis en esclavage par la force. Se rendant compte que ses robots ont causé la mort de Flowerchild, Bellboy se sacrifie afin que les autres puissent s'enfuir. Pendant que Dead Beat et Ace partent à la recherche d'un médaillon en forme d'œil, qui pourrait tuer la force démoniaque, le Docteur se laisse capturer pour gagner du temps. Il se produit sur scène avec le Capitaine Cook et Megs, mais celle-ci se transforme en loup-garou. Menaçant le Docteur, elle finit par tuer le Capitaine, qui la maltraitait couramment.
Le Docteur et Mags s'étant échappés, la famille (en réalité une manifestation de la force démoniaque sous forme de cadavres animés) demande qu'on la divertisse et le Monsieur Loyal et Morgana, la guichetière, sont sacrifiés. Pendant que Dead Beat et Ace retrouvent le médaillon, le Docteur découvre que la piste est en fait un portail dimensionnel et réussi à le traverser. Il découvre que derrière la force démoniaque se cache les dieux du Ragnarok. Le Docteur les divertit assez longtemps pour qu'Ace et Dead Beat trouvent le temps de jeter le médaillon à travers le portail et que le Docteur puisse s'en servir pour les détruire. Le Psychic Circus explose. Dead Beat et Mags partent fonder un nouveau cirque sur une autre planète.

### Continuité
- Au début de l'épisode on voit Ace ressortir l'écharpe du quatrième Docteur ainsi que le haut porté par Mel dans « Paradise Towers. »
- À l'origine, l'épisode devait être diffusé avant « Silver Nemesis » ce qui explique que l'on retrouve la boucle d'oreille de Flowerchild sur la veste d'Ace dans l'épisode précédent.
- Le Docteur va croiser de nouveau un loup garou dans l'épisode de 2006 « Un loup-garou royal ».

## Production

### Écriture
L'origine de cet épisode vient du producteur de la série John Nathan-Turner qui souhaitait qu'un épisode puisse être filmé à Longleat House où se tenait depuis 1974 l'exposition "Doctor Who" et suggéra le titre de "The Greatest Show In The Galaxy." À la moitié de l'année 1987, il se tourne vers l'auteur Stephen Wyatt qui venait de finir le scénario de « Paradise Towers » et celui-ci propose l'histoire d'un cirque infesté par des monstres souterrains, puis celle d'un cirque où les visiteurs sont forcés à se produire sur la piste afin de divertir une famille sinistre qui exécute ceux qui ne leur plaisent pas. Le script de la première partie fut commissionné le 8 mai 1987.
Le scénario connaîtra de nombreuses réécritures : à l'origine, l'histoire démarrait avec l'arrivée du Docteur et de Mel au cirque où ils devaient rencontrer un loup-garou punk, une créature nommée « le Blob », Nord le monsieur-muscle (qui s'inspirait du Thor de Marvel) et une créature empathique nommée la « Non-entité ». Chacun d'entre eux devait effectuer un ensemble d'épreuves mortelles et le Monsieur Loyal était l'ultime méchant. Le cirque était plus une grande unité technologique que Mel aurait pu pirater et il explosait grâce à l'amplification de la rage du Docteur par la « Non-entité ». Plus tard, le Blob fut remplacé par Whizz Kid qui était à l'origine un mutant expert en jeux vidéo qui aurait pu pirater le jeu. Mel devait se lier d'amitié avec un animal nommé « the Squonk » qui aurait évolué en clown nommé « Honk ». Il y avait aussi un triangle amoureux entre le Monsieur Loyal, le clown en chef et une bohémienne nommée « Box Office Lady ».
Prévu à l'origine pour faire trois parties, en septembre 1987, l'épisode est étendu à quatre parties, avec un tournage hors-studio. Wyatt en profite pour construire une histoire montrant la planète Segonax sur laquelle se trouve le cirque. Sur conseil du scénariste Ben Aaronovitch il insère un personnage d'explorateur, le capitaine Cook proche d'Indiana Jones et prend tellement de plaisir à écrire ce personnage qui est une version déformé du Docteur qu'il envisage de le faire survivre à l'explosion du cirque. Les trois dernières parties sont alors commissionnées le 29 septembre.
Wyatt s'inspire aussi du désenchantement des années 1960, le Psychic Circus représentant le mouvement hippie ayant trahi ses idéaux avec les années. La Non-Entité et Honk deviennent Dead Beat et BellBoy, Mel devient Ace et le Whizz Kid devient une parodie du fan de Doctor Who. Mags devait venir de la planète MacVulpine et la petite fille devait s'appeler Sandra mais ces idées ne furent pas retenues. C'est le dernier travail que Wyatt effectua pour la série.

### Casting
- Chris Jury, qui joue le rôle de Dead Beat, avait été un temps envisagé pour jouer le rôle du septième Docteur[1].
- Jessica Martin qui joue le rôle de Mags dans cet épisode reviendra en 2007 dans l'épisode « Une croisière autour de la Terre » pour faire la voix de la reine Élisabeth II. À l'origine celle-ci devait jouer avec l'accent de Glasgow mais l'idée fut refusée[3].
- Harry Peacock, qui joue le rôle de Nord apparaît en 2008 dans le rôle de Proper Dave dans le double épisode « Bibliothèque des ombres »

### Tournage
Le réalisateur choisi pour tourner l'épisode fut Alan Wareing, un ancien assistant de production et de plateau de la série. Il avait aussi réalisé auparavant des épisodes pour des séries comme EastEnders ou Casualty.
Le tournage débuta par la réalisation des plans en extérieurs qui furent filmés du 14 au 18 mai 1988 à la Carrière de Warmwell dans le Dorset. Cela déplut à Wyatt qui avait imaginé Segonax comme un monde verdoyant. Le 16 mai eu lieu le tournage de la scène d'explosion du cirque. Personne n'avait prévenu Sylvester McCoy de la grosseur des explosifs, toutefois, cela n'empêcha pas celui-ci de continuer à marcher comme si de rien n'était lors du tournage du plan. Le bus des hippies fut recyclé à partir de l'accessoire servant au bus spatial de l'épisode « Delta and the Bannermen. » À cause de la pluie, une partie du tournage fut abandonnée le 18 mai, notamment la destruction d'un des clowns par les lasers du robot géant.
La première session de tournage en studio devait avoir lieu sur trois jours du 31 mai au 2 juin 1988. Toutefois le 27 mai des traces d'amiantes furent découvertes dans les studios et les tournages durent être bloqués. Après avoir envisagé de tourner dans d'autres studios, la solution fut trouvée en érigeant un chapiteau sur le parking des studios d'Elstree (où était tournée la série EastEnders) pendant deux semaines. Afin de perfectionner son numéro, Sylvester McCoy travailla avec un magicien professionnel, Geoffrey Durham.
Toutefois le planning prévu pour l'épisode dû être décalé, retardant les répétitions pour le tournage de « Silver Nemesis. » De plus, le bruit des piétons ou des avions se posant à l'aéroport d'Elstree provoqua des interruptions et le tournage se déroula sur cinq jours du 6 au 11 juin 1988. De plus, trois jours de tournage furent requis dans les studios d'Elstree pour toutes les scènes d'intérieur se passant ailleurs que dans un chapiteau : les scènes dans l'arche de pierre eu lieu le 15 juin, celles dans l'atelier et le TARDIS le 16 et celles dans l'ancienne arène le 18.

### Post-production
Il s'agit du premier épisode à avoir une musique composée par Mark Ayres. Devant effectuer une voix en urgence, celle du troisième dieu de Ragnarok est effectuée par Alan Wareing lui-même.

## Diffusion et réception
| Épisode                                                                                           | Date de diffusion | Durée | Téléspectateurs en millions |
| ------------------------------------------------------------------------------------------------- | ----------------- | ----- | --------------------------- |
| Épisode 1                                                                                         | 14 décembre 1988  | 24:23 | 5,0                         |
| Épisode 2                                                                                         | 21 décembre 1988  | 24:20 | 5,3                         |
| Épisode 3                                                                                         | 28 décembre 1988  | 24:30 | 4,9                         |
| Épisode 4                                                                                         | 4 janvier 1989    | 24:24 | 6,6                         |
| L'épisode fit entre 6 et 4 millions de spectateurs en moyenne, un score assez bas pour la série,. |                   |       |                             |

L'épisode devait être diffusé en troisième position dans le planning de la série, mais à la suite du décalage provoqué par la retransmission des Jeux olympiques d'été de 1988  et la volonté des producteurs de diffuser « Silver Nemesis » pour les vingt-cinq ans de la série, il fut diffusé à la fin de la saison. La dernière partie avec ses 6,6 millions de spectateurs est la plus forte audience de l'ère "Sylvester McCoy" de la série.
Durant le hiatus entre la vingt-cinquième et la vingt-sixième saison de la série les comics-books du septième Docteur continuent à apparaître dans le Doctor Who Magazine. Celui-ci voyage seul.

### Critiques
En 1995, les auteurs du livre "Doctor Who : The Discontinuity Guide", jugent que l'épisode peut-être vu comme une gigantesque métaphore de la série (Cook = Star Trek, les dieux = les chefs de la BBC, Le Clown en chef = Michael Grade, Deadbeat = Blake's 7, etc.) Ils trouvent que l'histoire est une des plus iconiques, très imaginative avec une réalisation psychédélique." Les auteurs de Doctor Who : The Television Companion (1998) quant à eux, estiment que l'épisode est le point d'orgue d'une meilleure saison de la série. Ils apprécient les clowns tueurs ainsi que la réalisation, les personnages secondaires et l'écriture de l'épisode.
En 2007, dans sa critique de l'épisode, Tat Wood le décrit comme « une histoire où tout s'incorpore bien » et comme un des signes que la série a évolué depuis le milieu des années 1980. Après avoir expliqué les difficultés de tournage, il estime que "ça le valait. C'est tout ce que Doctor Who devrait être." En 2012, Patrick Mulkern de Radio Times donne un avis très positif de l'épisode présenté comme le « meilleur moment de Sylvester McCoy » et il apprécie le côté imaginatif de l'épisode.

## Novélisation
L'épisode fut romancé par Stephen Wyatt lui-même sous le titre de "The Greatest Show in the Galaxy" et publié en décembre 1989. Illustré par une couverture d'Alister Pearson, il porte le numéro 144 de la collection Doctor Who des éditions Target Books. Ce roman n'a jamais été traduit à ce jour.

## Éditions commerciales
L'épisode n'a jamais été édité en France, mais a connu plusieurs éditions au Royaume-Uni et dans les pays anglophones.
- La musique de cet épisode est sortie en CD en 1992 aux éditions Silva Screen Records[11]
- L'épisode est sorti en VHS en janvier 2000.
- L'épisode fut édité en DVD le 30 juillet 2012[12]. Il contient les commentaires audios de Toby Hadoke, Sophie Aldred, Christopher Guard, Mark Ayres, Stephen Wyatt, Jessica Martin et Andrew Cartmel, un documentaire sur la création de cet épisode, des scènes coupées, un clip musical de la chanson The Psychic Circus créée pour l'épisode et d'autres bonus.